# موقوفه اود
موقوفه اود وقفی است که به انتقال تدریجی بیش از شش میلیون روپیه از پادشاهی عود هند به شهرهای مقدس شیعیان نجف و کربلا بین سال‌های ۱۸۵۰ تا ۱۹۰۳ انجامید. این وقف برای اولین بار در سال ۱۸۵۰ به این دو شهر رسید و توسط دو مجتهد به دو شهر منتقل و توزیع شد. انگلیسی‌ها بعداً به تدریج این وقف و توزیع آن را به دست خود گرفتند. به گفته محققان، آنها قصد داشتند از آن به عنوان یک «اهرم قدرت» برای تأثیرگذاری بر علما و شیعیان ایرانی استفاده کنند. تلاش انگلیسی‌ها برای پرداخت وقف عود یکی از دلایل اصلی ظهور انجمن احیای اسلامی در سال ۱۹۱۸ بود.